# Alexander Adriaenssen
Alexander Adriaenssen (Anversa, 1587 – Anversa, 1661) è stato un pittore fiammingo.
Fu allievo di Artus van Laeck.
Dipinse fiori, frutti, uccelli e pesci, ricercando effetti delicati e sottili.
I suoi dipinti sono conservati al Koninklijk Museum voor Schone Kunsten ad Anversa, al Museo del Prado a Madrid, al Rijksmuseum ad Amsterdam, al Museo di belle arti di Gand e di Valenciennes, nella galleria d'arte di Lipsia e nel Museo di belle arti a Budapest.